# Speak Now World Tour
A Speak Now World Tour foi a segunda turnê da cantora e compositora estadunidense Taylor Swift, lançada em apoio ao seu terceiro álbum de estúdio, Speak Now (2010). A turnê teve início em 9 de fevereiro de 2011, em Singapura, e terminou em 18 de março de 2012, em Auckland, Nova Zelândia.
A turnê foi recebida positivamente pelos críticos, que elogiaram os visuais, bem como a conexão de Swift com seu público e performance no palco. Speak Now World Tour fcou na 10º posição na parada da Pollstar das 50 maiores tunês do mundo, até a metade do ano, chamada "Top 50 Worldwide Tour (Mid-Year)", tendo arrecadado mais de US$ 40 milhões. Ao final de 2011, a turnê foi colocada em quarto lugar na parada da Pollstar das 25 maiores turnês do mundo, "Top 25 Worldwide Tours", arrecadando US$ 104,2 milhões com 100 shows. Isso tornou-a a turnê de uma cantora e de um artista solo de maior bilheteria de 2011.
Diversas shows da parte norte-americana da turnê foram gravados e lançados em 21 de novembro de 2011 como o primeiro vídeo e álbum ao vivo de Swift—ambos intitulados Speak Now World Tour - Live.

## Antecedentes e desenvolvimento
"Estou tão ansiosa para sair em turnê novamente em 2011! A 'Fearless Tour' foi tão divertida e ainda mais inesquecível do que eu jamais imaginei, e mal posso esperar para sair e tocar minhas novas canções de Speak Now! Os fãs tem sido tão incríveis e estou muito animada em tocar em novas cidades ao redor do mundo e conhecer ainda mais fãs em 2011!"

—Swift sobre sua empolgação com o início da turnê.
Enquanto promovia o álbum Speak Now (2010), Swift mencionou sua empolgação com sua próxima turnê, afirmando que a Speak Now World Tour seria "grande" e "extensa". Em 23 de novembro de 2010, vários meios de comunicação, incluindo a revista Billboard, anunciaram a segunda turnê de Swift. A Speak Now World Tour veio após sua bem sucedida turnê Fearless Tour (2009—2010), apresentada em mais de 100 datas em mais de cinco países, sendo a primeira turnê da cantora a ser apresentada em estádios. Antes do início da turnê, Swift fez uma apresentação, intitulada "The Allure of Taylor Swift", a bordo do cruzeiro Allure of the Seas, no Allure of the Seas Aquatheater, como parte do Royal Caribbean Cruises, em 21 de janeiro de 2011, em Cozumel, México, onde cantou "American Girl", de Tom Petty, como canção inicial.

### Letras no braço
Durante as etapas norte-americana e australasiana da turnê, Swift escreveu letras de diferentes canções e, ocasionalmente, citações de discursos e filmes famosos, em seu braço esquerdo, em cada apresentação. Ela disse que as frases deveriam ser vistas como um "anel de humor". A revista The New Yorker citou a prática como um exemplo do "agudo entendimento de Swift sobre o que alimenta a obsessão dos fãs em primeiro lugar: o desejo de intimidade entre cantor e ouvinte".

### Verões cover acústicas
Swift fez muitas versões acústicas de covers durante a parte norte-americana da turnê. Em cada cidade, ela prestava homenagem a um artista local. A cantora disse que as versões cover permitiram que ela fosse "espontânea" em um show que era bem ensaiado: "Haverá muitas pessoas que irão a mais de um show, e eu quero que elastenham uma experiência diferente a cada vez."

## Recepção crítica
O show do dia 6 de março de 2012 em Brisbane, Austrália foi avaliado por Noel Mengel, do jornal The Courier-Mail. Ele afirmou que Swift "não possui uma daquelas vozes acima da média características das divas", e que "talvez ela tenha viajado o mundo inteiro executando o mesmo show todas as noites" mas que mesmo assim "o público não sente por um só segundo que não está fazendo parte de algo especial". Mengel disse ainda não ter nenhuma dúvida de que Swift irá "assim como Dolly Parton, levar seu público consigo e fazê-los retornarem aos vários shows que haverá pelas décadas que estão por vir".

## Repertório
O repertório a seguir é do show de 27 de maio de 2011, em Omaha, Nebraska, nos Estados Unidos, não representando todos os shows da turnê.
1. "Sparks Fly"
2. "Mine"
3. "The Story of Us"
4. "Our Song"
5. "Mean"
6. "Back to December"/"Apologize (cover)"/"You're Not Sorry"
7. "Better Than Revenge"
8. "Speak Now"
9. "Fearless"/"Hey, Soul Sister (cover)"/"I'm Yours (cover)"
10. "Last Kiss"
11. "You Belong with Me"
12. "Dear John"
13. "Enchanted"
14. "Haunted"
15. "Long Live"
16. "Fifteen"
17. "Love Story"

- Durante as etapas asiática e europeia, "Mean", "Our Song" e "Haunted" não foram cantadas. Além disso, "Fifteen" foi cantada em lugar de "Last Kiss".
- Durante o show de 1 de setembro de 2011, em San José, Califórnia, nos Estados Unidos, Swift fez um cover de "Drops of Jupiter", da banda Train.
- Durante o show de 2 de setembro de 2011, em San José, Califórnia, nos Estados Unidos, Swift fez um cover de "Good Riddance (Time of Your Life)", da banda Green Day.
- A partir do show de 27 de setembro de 2011, ocorrido em Denver, Colorado nos Estados Unidos, "Ours" foi adicionado ao set-list.
- Durante os shows na Oceania, "Safe & Sound" foi cantada.
- Durante o segundo show em Auckland, Austrália, em 17 de março de 2012, "Eyes Open" foi cantada.

Swift surpreendeu os fãs ao longo da turnê com convidados especiais, e eles realizaram um dueto com Swift.
- 23 de agosto de 2011 - Los Angeles, Califórnia, Estados Unidos: "Baby", com Justin Bieber.
- 24 de agosto de 2011 - Los Angeles, Califórnia, Estados Unidos: "I'm Yours", com Jason Mraz.
- 27 de agosto de 2011 - Los Angeles, Califórnia, Estados Unidos: "Tonight Tonight", com Hot Chelle Rae.
- 28 de agosto de 2011 - Los Angeles, Califórnia, Estados Unidos: "Super Bass", com Nicki Minaj.
- 10 de setembro de 2011 - Vancouver, British Columbia, Canadá: "She's So High", com Tal Bachman.
- 16 de setembro de 2011 - Nashville, Tennessee, Estados Unidos: "Bleed Red", com Ronnie Dunn; e "That's What You Get", com Hayley Williams do Paramore.
- 17 de setembro de 2011 - Nashville, Tennessee, Estados Unidos: "Keep Your Head Up", com Andy Grammer; "Big Star", com Kenny Chesney; e "Just to See You Smile", com Tim McGraw.
- 1 de outubro de 2011 - Atlanta, Geórgia, Estados Unidos: "Yeah!", com Usher.
- 2 de outubro de 2011 - Atlanta, Geórgia, Estados Unidos: "Live Your Life", com T.I..
- 8 de outubro de 2011 - Arlington, Texas, Estados Unidos: "Airplanes", com B.o.B.
- 21 de outubro de 2011 - Glendale, Arizona, Estados Unidos: "Meant to Live", com Jon Foreman da Switchfoot.
- 22 de outubro de 2011 - Glendale, Arizona, Estados Unidos: "The Middle", com Jim Adkins do Jimmy Eat World.
- 26 de outubro de 2011 - Austin, Texas, Estados Unidos: "Sunny Came Home", com Shawn Colvin.
- 5 de novembro de 2011 - Houston, Texas, Estados Unidos: "Just a Dream", com Nelly.
- 13 de novembro de 2011 - Miami, Flórida, Estados Unidos: "Right Round", com Flo Rida.
- 18 de novembro de 2011 - Columbia, Carolina do Sul, Estados Unidos: "Alright", com Darius Rucker.
- 21 de novembro de 2011 - Nova Iorque, Estados Unidos: "Iris", com John Rzeznik do Goo Goo Dolls.
- 22 de novembro de 2011 - Nova Iorque, Estados Unidos: "Who Says", com Selena Gomez; e "Fire and Rain", com James Taylor.

## Datas
| Data                    | Cidade            | País             | Local                                | Público               | Receita      |      |
| Ásia                    | Ásia              | Ásia             | Ásia                                 | Ásia                  | Ásia         | Ásia |
| ----------------------- | ----------------- | ---------------- | ------------------------------------ | --------------------- | ------------ | ---- |
| 9 de Fevereiro de 2011  | Singapura         | Singapura        | Singapore Indoor Stadium             | 8,964 / 8,964         | $916,850     |      |
| 11 de Fevereiro de 2011 | Seul              | Coreia do Sul    | Olympic Gymnastics Arena             | 4,725 / 4,725         | $385,374     |      |
| 13 de Fevereiro de 2011 | Osaka             | Japão            | Osaka-jō Hall                        | 6,953 / 6,953         | $758,113     |      |
| 16 de Fevereiro de 2011 | Tóquio            | Japão            | Budokan Hall                         | 15,955 / 15,955       | $1,738,227   |      |
| 17 de Fevereiro de 2011 | Tóquio            | Japão            | Budokan Hall                         | 15,955 / 15,955       | $1,738,227   |      |
| 19 de Fevereiro de 2011 | Cidade Quezon     | Filipinas        | Araneta Coliseum                     | 12,668 / 12,668       | $859,037     |      |
| 21 de Fevereiro de 2011 | Hong Kong         | China            | AsiaWorld Arena                      | 12,573 / 12,573       | $1,030,633   |      |
| Europa                  |                   |                  |                                      |                       |              |      |
| 6 de Março de 2011      | Bruxelas          | Bélgica          | Forest National                      | 4,622 / 4,622         | $219,212     |      |
| 7 de Março de 2011      | Rotterdam         | Países Baixos    | Ahoy Rotterdam                       | 4,799 / 4,799         | $248,314     |      |
| 9 de Março de 2011      | Oslo              | Noruega          | Oslo Spektrum                        | 8,650 / 8,650         | $815,246     |      |
| 12 de Março de 2011     | Oberhausen        | Alemanha         | König Pilsener Arena                 | 6,082 / 6,082         | $370,028     |      |
| 15 de Março de 2011     | Milão             | Itália           | Mediolanum Forum                     | 3,421 / 3,421         | $153,303     |      |
| 17 de Março de 2011     | Paris             | França           | Zénith de Paris                      | 3,598 / 3,598         | $201,781     |      |
| 19 de Março de 2011     | Madri             | Espanha          | Palacio De Deportes                  | 3,962 / 3,962         | $251,864     |      |
| 22 de Março de 2011     | Birmingham        | Inglaterra       | LG Arena                             | 9,339 / 9,339         | $508,854     |      |
| 25 de Março de 2011     | Belfast           | Irlanda do Norte | Odyssey Arena                        | 8,058 / 8,058         | $379,001     |      |
| 27 de Março de 2011     | Dublin            | Irlanda          | The O2                               | 8,681 / 8,681         | $419,806     |      |
| 29 de Março de 2011     | Manchester        | Inglaterra       | Phones 4u Arena                      | 10,488 / 11,622       | $580,558     |      |
| 30 de Março de 2011     | Londres           | Inglaterra       | The O2 Arena                         | 15,381 / 15,681       | $1,109,192   |      |
| América do Norte        |                   |                  |                                      |                       |              |      |
| 21 de Maio de 2011[a]   | Nashville         | Estados Unidos   | Bridgestone Arena                    | 28,178 / 28,178       | n/a          |      |
| 27 de Maio de 2011      | Omaha             | Estados Unidos   | Qwest Center Arena                   | 26,992 / 26,992       | $1,717,10    |      |
| 28 de Maio de 2011      | Omaha             | Estados Unidos   | Qwest Center Arena                   | 26,992 / 26,992       | $1,717,10    |      |
| 29 de Maio de 2011      | Des Moines        | Estados Unidos   | Wells Fargo Arena                    | 13,149 / 13,149       | $862,771     |      |
| 2 de Junho de 2011      | Sunrise           | Estados Unidos   | BankAtlantic Center                  | 24,077 / 24,077       | $1,582,951   |      |
| 3 de Junho de 2011      | Sunrise           | Estados Unidos   | BankAtlantic Center                  | 24,077 / 24,077       | $1,582,951   |      |
| 4 de Junho de 2011      | Orlando           | Estados Unidos   | Amway Center                         | 12,262 / 12,262       | $791,980     |      |
| 7 de Junho de 2011      | Columbus          | Estados Unidos   | Nationwide Arena                     | 14,817 / 14,817       | $955,259     |      |
| 8 de Junho de 2011      | Milwaukee         | Estados Unidos   | Bradley Center                       | 13,748 / 13,748       | $897,042     |      |
| 11 de Junho de 2011     | Detroit           | Estados Unidos   | Ford Field                           | 47,992 / 47,992       | $3,453,549   |      |
| 14 de Junho de 2011     | Saint Paul        | Estados Unidos   | Xcel Energy Center                   | 28,977 / 28,977       | $1,913,737   |      |
| 15 de Junho de 2011     | Saint Paul        | Estados Unidos   | Xcel Energy Center                   | 28,977 / 28,977       | $1,913,737   |      |
| 18 de Junho de 2011     | Pittsburgh        | Estados Unidos   | Heinz Field                          | 52,009 / 52,009       | $4,009,118   |      |
| 21 de Junho de 2011     | Buffalo           | Estados Unidos   | HSBC Arena                           | 14,487 / 14,487       | $966,749     |      |
| 22 de Junho de 2011     | Hartford          | Estados Unidos   | XL Center                            | 12,436 / 12,436       | $810,165     |      |
| 25 de Junho de 2011     | Foxborough        | Estados Unidos   | Gillette Stadium                     | 110,800 / 110,800     | $8,026,360   |      |
| 26 de Junho de 2011     | Foxborough        | Estados Unidos   | Gillette Stadium                     | 110,800 / 110,800     | $8,026,360   |      |
| 30 de Junho de 2011     | Greensboro        | Estados Unidos   | Greensboro Coliseum                  | 14,789 / 14,789       | $990,701     |      |
| 1 de Julho de 2011      | Knoxville         | Estados Unidos   | Thompson–Boling Arena                | 13,754 / 13,754       | $903,875     |      |
| 14 de Julho de 2011     | Montreal          | Canadá           | Bell Centre                          | 13,439 / 13,439       | $1,254,230   |      |
| 15 de Julho de 2011     | Toronto           | Canadá           | Rogers Centre                        | 86,835 / 86,835       | $9,036,000   |      |
| 16 de Julho de 2011     | Toronto           | Canadá           | Rogers Centre                        | 86,835 / 86,835       | $9,036,000   |      |
| 19 de Julho de 2011     | Newark            | Estados Unidos   | Prudential Center                    | 51,487 / 51,487       | $3,875,463   |      |
| 20 de Julho de 2011     | Newark            | Estados Unidos   | Prudential Center                    | 51,487 / 51,487       | $3,875,463   |      |
| 23 de Julho de 2011     | Newark            | Estados Unidos   | Prudential Center                    | 51,487 / 51,487       | $3,875,463   |      |
| 24 de Julho de 2011     | Newark            | Estados Unidos   | Prudential Center                    | 51,487 / 51,487       | $3,875,463   |      |
| 28 de Julho de 2011     | Grand Rapids      | Estados Unidos   | Van Andel Arena                      | 11,012 / 11,012       | $724,854     |      |
| 29 de Julho de 2011     | Indianapolis      | Estados Unidos   | Conseco Fieldhouse                   | 13,329 / 13,329       | $877,175     |      |
| 30 julho de 2011        | Cleveland         | Estados Unidos   | Quicken Loans Arena                  | 14,873 / 14,873       | $976,954     |      |
| 2 de Agosto de 2011     | Washington, D.C.  | Estados Unidos   | Verizon Center                       | 29,303 / 29,303       | $2,068,789   |      |
| 3 de Agosto de 2011     | Washington, D.C.  | Estados Unidos   | Verizon Center                       | 29,303 / 29,303       | $2,068,789   |      |
| 6 de Agosto de 2011     | Philadelphia      | Estados Unidos   | Lincoln Financial Field              | 51,395 / 51,395       | $4,268,678   |      |
| 9 de Agosto de 2011     | Rosemont          | Estados Unidos   | Allstate Arena                       | 26,112 / 26,112       | $1,909,603   |      |
| 10 de Agosto de 2011    | Rosemont          | Estados Unidos   | Allstate Arena                       | 26,112 / 26,112       | $1,909,603   |      |
| 13 de Agosto de 2011    | St. Louis         | Estados Unidos   | Scottrade Center                     | 27,965 / 27,965       | $1,850,159   |      |
| 14 de Agosto de 2011    | St. Louis         | Estados Unidos   | Scottrade Center                     | 27,965 / 27,965       | $1,850,159   |      |
| 18 de Agosto de 2011    | Edmonton          | Canadá           | Rexall Place                         | 25,336 / 25,336       | $2,136,270   |      |
| 19 de Agosto de 2011    | Edmonton          | Canadá           | Rexall Place                         | 25,336 / 25,336       | $2,136,270   |      |
| 23 de Agosto de 2011    | Los Angeles       | Estados Unidos   | Staples Center                       | 54,900 / 54,900       | $3,927,154   |      |
| 24 de Agosto de 2011    | Los Angeles       | Estados Unidos   | Staples Center                       | 54,900 / 54,900       | $3,927,154   |      |
| 27 de Agosto de 2011    | Los Angeles       | Estados Unidos   | Staples Center                       | 54,900 / 54,900       | $3,927,154   |      |
| 28 de Agosto de 2011    | Los Angeles       | Estados Unidos   | Staples Center                       | 54,900 / 54,900       | $3,927,154   |      |
| 1 de Setembro de 2011   | San Jose          | Estados Unidos   | HP Pavilion at San Jose              | 24,827 / 24,827       | $1,825,448   |      |
| 2 de Setembro de 2011   | San Jose          | Estados Unidos   | HP Pavilion at San Jose              | 24,827 / 24,827       | $1,825,448   |      |
| 3 de Setembro de 2011   | Sacramento        | Estados Unidos   | Power Balance Pavilion               | 12,432 / 12,432       | $934,326     |      |
| 6 de Setembro de 2011   | Portland          | Estados Unidos   | Rose Garden                          | 13,610 / 13,610       | $903,445     |      |
| 7 de Setembro de 2011   | Tacoma            | Estados Unidos   | Tacoma Dome                          | 19,904 / 19,904       | $1,289,430   |      |
| 10 de Setembro de 2011  | Vancouver         | Canadá           | BC Place                             | 82,284 / 82,284       | $8,190,680   |      |
| 11 de Setembro de 2011  | Vancouver         | Canadá           | BC Place                             | 82,284 / 82,284       | $8,190,680   |      |
| 16 de Setembro de 2011  | Nashville         | Estados Unidos   | Bridgestone Arena                    | 28,178 / 28,178       | $1,841,134   |      |
| 17 de Setembro de 2011  | Nashville         | Estados Unidos   | Bridgestone Arena                    | 28,178 / 28,178       | $1,841,134   |      |
| 20 de Setembro de 2011  | Bossier City      | Estados Unidos   | CenturyTel Center                    | 11,510 / 11,510       | $728,546     |      |
| 21 de Setembro de 2011  | Tulsa             | Estados Unidos   | BOK Center                           | 12,546 / 12,546       | $907,573     |      |
| 24 de Setembro de 2011  | Kansas City       | Estados Unidos   | Arrowhead Stadium                    | 48,562 / 48,562       | $3,148,046   |      |
| 27 de Setembro de 2011  | Denver            | Estados Unidos   | Pepsi Center                         | 12,908 / 12,908       | $834,916     |      |
| 28 de Setembro de 2011  | Salt Lake City    | Estados Unidos   | EnergySolutions Arena                | 13,720 / 13,720       | $896,946     |      |
| 1 de Outubro de 2011    | Atlanta           | Estados Unidos   | Philips Arena                        | 26,244 / 26,244       | $1,726,661   |      |
| 2 de Outubro de 2011    | Atlanta           | Estados Unidos   | Philips Arena                        | 26,244 / 26,244       | $1,726,661   |      |
| 4 de Outubro de 2011    | North Little Rock | Estados Unidos   | Verizon Arena                        | 13,566 / 13,566       | $856,123     |      |
| 5 de Outubro de 2011    | New Orleans       | Estados Unidos   | New Orleans Arena                    | 12,943 / 12,943       | $830,289     |      |
| 8 de Outubro de 2011    | Arlington         | Estados Unidos   | Cowboys Stadium                      | 55,451 / 55,451       | $4,337,062   |      |
| 11 de Outubro de 2011   | Louisville        | Estados Unidos   | KFC Yum! Center                      | 14,848 / 14,848       | $1,003,828   |      |
| 14 de Outubro de 2011   | Lubbock           | Estados Unidos   | United Spirit Arena                  | 10,419 / 10,419       | $710,426     |      |
| 15 de Outubro de 2011   | Oklahoma City     | Estados Unidos   | Chesapeake Energy Arena              | 11,592 / 11,592       | $758,364     |      |
| 20 de Outubro de 2011   | San Diego         | Estados Unidos   | Valley View Casino Center            | 10,834 / 10,834       | $792,634     |      |
| 21 de Outubro de 2011   | Glendale          | Estados Unidos   | Jobing.com Arena                     | 27,029 / 27,029       | $1,826,025   |      |
| 22 de Outubro de 2011   | Glendale          | Estados Unidos   | Jobing.com Arena                     | 27,029 / 27,029       | $1,826,025   |      |
| 25 de Outubro de 2011   | San Antonio       | Estados Unidos   | AT&T Center                          | 13,851 / 13,851       | $901,535     |      |
| 26 de Outubro de 2011   | Austin            | Estados Unidos   | Frank Erwin Center                   | 11,999 / 11,999       | $752,078     |      |
| 29 de Outubro de 2011   | Lexington         | Estados Unidos   | Rupp Arena                           | 16,237 / 16,237       | $1,041,935   |      |
| 30 de Outubro de 2011   | Memphis           | Estados Unidos   | FedExForum                           | 12,604 / 12,604       | $820,036     |      |
| 5 de Novembro de 2011   | Houston           | Estados Unidos   | Minute Maid Park                     | 42,905 / 42,905       | $3,425,756   |      |
| 11 de Novembro de 2011  | Jacksonville      | Estados Unidos   | Jacksonville Veterans Memorial Arena | 11,785 / 11,785       | $749,099     |      |
| 12 de Novembro de 2011  | Tampa             | Estados Unidos   | St. Pete Times Forum                 | 13,695 / 13,695       | $914,300     |      |
| 13 de Novembro de 2011  | Miami             | Estados Unidos   | American Airlines Arena              | 12,153 / 12,153       | $786,904     |      |
| 16 de Novembro de 2011  | Charlotte         | Estados Unidos   | Time Warner Cable Arena              | 14,272 / 14,272       | $920,903     |      |
| 17 de Novembro de 2011  | Raleigh           | Estados Unidos   | RBC Center                           | 13,567 / 13,567       | $866,056     |      |
| 18 de Novembro de 2011  | Columbia          | Estados Unidos   | Colonial Life Arena                  | 12,807 / 12,807       | $828,231     |      |
| 21 de Novembro de 2011  | New York City     | Estados Unidos   | Madison Square Garden                | 29,652 / 29,652       | $1,988,411   |      |
| 22 de Novembro de 2011  | New York City     | Estados Unidos   | Madison Square Garden                | 29,652 / 29,652       | $1,988,411   |      |
| Oceania                 |                   | Estados Unidos   |                                      |                       |              |      |
| 2 de Março de 2012      | Perth             | Austrália        | Burswood Dome                        | 15,142 / 15,142       | $1,878,530   |      |
| 4 de Março de 2012      | Adelaide          | Austrália        | Adelaide Entertainment Centre        | 8,589 / 8,589         | $1,075,370   |      |
| 6 de Março de 2012      | Brisbane          | Austrália        | Brisbane Entertainment Centre        | 19,870 / 19,870       | $2,416,030   |      |
| 7 de Março de 2012      | Brisbane          | Austrália        | Brisbane Entertainment Centre        | 19,870 / 19,870       | $2,416,030   |      |
| 9 de Março de 2012      | Sydney            | Austrália        | Allphones Arena                      | 27,900 / 27,900       | $3,420,360   |      |
| 10 de Março de 2012     | Sydney            | Austrália        | Allphones Arena                      | 27,900 / 27,900       | $3,420,360   |      |
| 12 de Março de 2012     | Melbourne         | Austrália        | Rod Laver Arena                      | 33,793 / 33,793       | $4,151,650   |      |
| 13 de Março de 2012     | Melbourne         | Austrália        | Rod Laver Arena                      | 33,793 / 33,793       | $4,151,650   |      |
| 14 de Março de 2012     | Melbourne         | Austrália        | Rod Laver Arena                      | 33,793 / 33,793       | $4,151,650   |      |
| 16 de Março de 2012     | Auckland          | Nova Zelândia    | Vector Arena                         | 32,585 / 32,585       | $2,888,560   |      |
| 17 de Março de 2012     | Auckland          | Nova Zelândia    | Vector Arena                         | 32,585 / 32,585       | $2,888,560   |      |
| 18 de Março de 2012     | Auckland          | Nova Zelândia    | Vector Arena                         | 32,585 / 32,585       | $2,888,560   |      |
| TOTAL                   | TOTAL             | TOTAL            | TOTAL                                | 1,658,808 / 1,658,808 | $123,101,131 |      |

Festivais e outras Apresentações
- ↑ a Esse Show fez parte do Speak Now, Help Now